# パンドラの塔 君のもとへ帰るまで
『パンドラの塔 君のもとへ帰るまで』（パンドラのとう きみのもとへかえるまで、英語版：Pandora's Tower）は、任天堂から2011年5月26日に発売されたWii用アクションロールプレイングゲームである。ヨーロッパでは2012年4月13日、アメリカでは2013年4月16日に発売された。

## 概要
獣の呪いにかかったセレスを救うため、エンデが「十三訃塔（じゅうさんふとう）」の奥にいる「主（あるじ）」の肉を持ち帰るのが目的となる。
任天堂が発売、ガンバリオンが開発のゲーム作品で、同社の組み合わせのゲームは『ジャンプスーパースターズ』シリーズに続き3作目となる。ガンバリオンとしては初のメディアミックスではないオリジナルの新規作品である。任天堂のパッケージタイトルとしては、CERO：C（15才以上対象）とされた3作目のタイトルである（1・2作目は『零〜月蝕の仮面〜』と『DISASTER DAY OF CRISIS』）。
初公開は2011年1月28日に行われた任天堂の第3四半期決算説明会で、同日にティザーサイトが開設、同年4月6日に発売日が発表されるとともに正式にウェブサイトが開設された。なお、初公開から発売に決定に際し、タイトルロゴの背景色が白から黒へ変化している。
2015年3月4日より、Wii Uのニンテンドーeショップでダウンロード版の販売が開始された（Wii UのWii互換機能を応用したもの）。Wii U GamePad単体でのプレイが可能になっている。北米では、マーベラスの子会社・XSEED Gamesによって発売されたが、Wii U向けのダウンロード販売は任天堂が行っている。

## 物語
統合暦511年。エリュシオン王国と『アテナイ』を含む同盟国の戦いが一応の終結をみてから二年後のこと。エリシュオン王国の王都・ラダマンチェスでの『収穫祭』で歌をささげていた巫女・セレスの背中に突然『獣の呪い』の痣が現れ、直後に会場一帯が巨大な何かに襲われる事件が起きた。観客としてその場にいたエンデはセレスを助け、グライアイに導かれて軍の追跡を振り切り、グライアイに誘われるままに軍の隔離施設『十三訃塔』に辿り着いた。
グライアイが言うには塔の主（あるじ）の肉を食べると呪いは解けるという。エンデはセレスを救うべくグライアイから渡された『オレイカルコスの鎖』を手に『十三訃塔』へ赴く。

## システム
エンデが用いるオレイカルコスの鎖は塔内の仕掛けに引っかけて移動手段に用いる、獣に巻いて拘束、引きちぎってダメージを与える、肉などのアイテムを獲得する、といった様々な用途がある。これとは別に大剣・小双剣・鎌などの第2武器で獣を攻撃する。
画面左下の丸いゲージはセレスの呪いの状態を現しており、このゲージが無くなるまでに下僕の肉を持ち帰る必要がある。下僕の肉はこのタイマーを一定量まで回復する効果があり、鮮度がいいほど回復量が上がる。ゲージは残量に応じてセレスの獣化が進行し、獣化の度合いにより見た目、セリフが大きく変化する。
タイマーに注意しながら探索を進め、主を倒して肉を持ち帰り、セレスを救うのがこのゲームの主な目的である。
丸いゲージの上にはセレスとの親密度を現わすゲージがあり、会話やプレゼントをするなどのコミュニケーションをとって絆を深めることができるなど、恋愛ゲームの要素を兼ね備えている。なお、絆の深さはエンディングの分岐に関係する。
拠点となる監視塔では、セーブ、倉庫へのアイテム保管、セレスとの会話、ベッドで休む（体力回復・時間経過）、グライアイと物品売買や合成、武器の強化を行なえる。また、監視塔内ではセレスの獣化は進行しない。

## 登場人物
エンデ（英語版：Aeron）
声：千葉進歩（英語版：Ryan Philpott）
主人公。軍事大国アテナイ出身の青年。アテナイ国民の特徴である金色の髪を有し、瞳は紅い。口数が少ない。
エリュシオンとの独立戦争に兵士として参加していたが、戦火の中で負傷し、エリュシオンの片田舎を彷徨い力尽きたところをセレスに救われ、以来セレスの家に匿われていた。
エンデ自身はその事実を知らないものの、本作のラスボスである「０号」と強い因縁があり、間接的にセレスが呪いに冒されるきっかけになった。
セレス（英語版：Elena）
声：能登麻美子（英語版：Charlotte Sanderson）
ヒロイン。アテナイと対立する国家・エリュシオン王国の出身。国で信仰される「エオス教」の収穫祭で歌を捧げる巫女に選ばれるが、醜い獣の姿に変わる呪いにかかってしまう。
獣の肉を食べることで獣の呪いの進行を戻すことができるが、下僕の肉の効果は一時的なもので、完全に呪いを解くには主の肉が必要であるという。
家族構成は両親と自身の他に弟二人。幼少時から歌う事が好きで、職人並みの腕前を持つ母の影響で裁縫も得意。料理はそれほど上手ではないが、劇中エンデとの親密度次第で変化していく。
グライアイ（英語版：Mavda）
声：谷育子（英語版：Ann Beach）
セレスとエンデを十三訃塔に導く謎の老婆。ドヴェルグ族の行商人。異形の者が入った巨大な壷を背負っているが、これはグライアイの夫である。グライアイは夫の事を「爺さん」と呼んでいる。
王族クラスの人間に直筆の手紙を送れるレベルの権限があったり、塔の構造や経歴等に精通しているなど塔で行われていた実験に関係していたことを匂わせる点があり、謎が多い。「０号」に関してもその存在を知っていたようであり、「０号」がセレスの肉体を介して復活した際は驚愕していた。
全ての戦いが終わった後は「爪痕」を封鎖して十三訃塔を破壊、忌まわしい歴史に終止符を打ち、姿を消した。
０号/妻
声：伊藤美紀
十三訃塔最後の塔「万象の塔」にて研究されていた「統合神」となるべき存在にしてセレスを蝕む「獣の呪い」の正体。理の「陰」と「陽」に対応する「女」と「男」各一人を軸に、12体の「主」を統合して完成する究極の生体兵器となるはずだった。
その真相は500年前に行われた最初の実験の際に「０号」を作り出すために選ばれた被験者。
500年前の戦争の際に子供を喪い、そのことがきっかけとなって「戦争を終わらせ、世界に平穏を齎す」という触れ込みで募集されていた「０号」の被験者に夫と共に志願した。
しかし実験の過程で発生した事故により０号完成を目前にして、妻だけが取り込まれた失敗作が完成してしまう。
人外の存在と化した彼女は暴走して500年前の大災害を引き起こし、結果危険と判断されて異空間へと封印されることとなった。
獣の呪いは異空間に存在する「０号」の肉体と呪いにかかった人間の肉体が次第に乗っ取られていく現象であり、「０号」はこれによって現世へと復活し、自分と一つになるはずだった夫の遺伝子を持つ存在を探し出し、取り込んで完全な存在になることを目的としていた。
500年前の事故は、妻が０号に変異する直前に夫の子を妊娠していたというイレギュラー要素によって引き起こされた物だった。この胎児は０号誕生の直前にオレイカルコスの鎖を利用して救出されており、この時救出された子供の遠い子孫がエンデにあたる。０号はそれ故夫の遺伝子を引き継いだエンデを狙うべく、親しい関係にあったセレスに憑依し、肉体を乗っ取って復活しようとしたのである。
最期は吸収していた主肉をすべて引き剥がされて死亡したかに思われたが、それでもなお追い縋ろうと巨大な怪物と化してエンデとセレスを追うも、塔の崩落に巻き込まれて落下し、傷痕の底へと消えた。

## 用語
十三訃塔
王都から離れた、王ですら立ち入りを制限される軍の隔離区域である荒野『オケアノス』にある大渓谷『オケアノスの爪痕』に巨大な鎖で吊るされた建造物。大小12の塔が中央の塔を取り囲むように複雑に入り組んだ構造になっており、それぞれの塔の内部は同じ建造物とは思えないほど個性に満ちた様相を呈している。爪痕の底は異世界につながっているらしい。元は神殿だった建物を50年ほど前にエリュシオン軍が軍事施設として改装し『下僕』や『主』と呼ばれる生物兵器の実験を行っていた。それ以外にもここでは『0号』と呼ばれる戦争を平和に導く為の統合神たる主の実験が行われていた。
獣の呪い
物語の舞台であるグラエキア大陸でまことしやかに噂されている呪い。背中に紋章のような痣が突然現れ、時が経つにつれて獣になっていき、最終的には人に戻れなくなってしまう。獣の肉を食べることにより一時的に人の姿に戻れるが、完全に治すには十三訃塔の全ての主の肉を食べる必要があるらしい。過去にも呪いにかかった者がいたが、呪いが解けた者は誰一人としておらず、軍に殺された者もいたという。

エオス教
エリュシオン王国で奉じられている多神教。その教義は『自然を大事にすること』『命を尊ぶ事』であり、肉食を禁じている。自然界の6つの理を、それを生み出す陽と陰、つまり男女に分けて神格化している。十三訃塔の構造もこの教義に基づいている。
エリュシオン王国
セレスの故郷の国。エンデの故郷である『アテナイ』を含む『同盟国』と50年近く戦争をしている。軍が強い力を持っている。
ドヴェルグ族
かつて存在した『ドヴェルグ国』の末裔。国が滅んだ後はグラエキア大陸を放浪しながら行商を行って生活している。戦乱が絶えないグラエキア大陸で唯一自由に国交が出来る存在。一族に伝わる『オレイカルコスの鎖』を媒体とし、命や絆に干渉する術を使う。かつては十三訃塔の500年前や50年前の実験に関わっていた。
オレイカルコスの鎖
ドヴェルグ族に伝わる不思議な鎖。鎖の両端は陽と陰、つまり男女を表し、鎖は人の絆を意味すると言う。グライアイの持つそれはゲーム開始当初は力を殆ど失っており、塔の主を倒すごとに力を取り戻していく。

## エンディング
本作はゲーム中に上げたセレスとの親密度に応じてエンディングがS,A〜Dの5段階に変化する、マルチエンディング方式をとっている。
また、エンディングに応じてラスボスの強さが大きく変化する。上位のエンディングほど手数が多く強い。

## 海外展開について
北米市場においては、北米のゲームファンが任天堂のアメリカ法人に本作を含むRPG3作品（他は『ゼノブレイド』と『ラストストーリー』）の発売を懇願する活動『オペレーション・レインフォール』（英語版）が行われていた。その後本作と『ラストストーリー』は、マーベラスAQLの子会社・XSEED Games（英語版）を通じてローカライズの上、発売された。